# Anyphops pococki
Espèce
Synonymes
- Selenops pococki Lawrence, 1940

Anyphops pococki est une espèce d'araignées aranéomorphes de la famille des Selenopidae.

## Distribution
Cette espèce est endémique d'Afrique du Sud. Elle se rencontre au Mpumalanga et au KwaZulu-Natal.

## Description
Le mâle holotype mesure 9,4 mm.

## Étymologie
Cette espèce est nommée en l'honneur de Reginald Innes Pocock.

## Publication originale
- Lawrence, 1940 :  The genus Selenops (Araneae) in South Africa. Annals of the South African Museum, vol. 32, p. 555-608 (texte intégral).